# 스펙트로그램

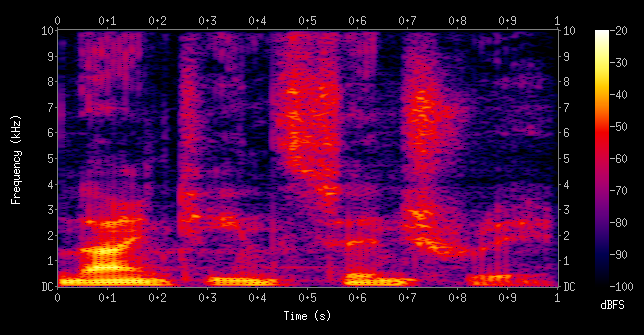
"nineteenth century"를 발음한 일반적인 스펙트로그램.

스펙트로그램(Spectrogram)은 소리나 파동을 시각화하여 파악하기 위한 도구로, 파형(waveform)과 스펙트럼(spectrum)의 특징이 조합되어 있다.
파형에서는 시간축의 변화에 따른 진폭 축의 변화를 볼 수 있고, 스펙트럼에서는 주파수 축의 변화에 따른 진폭 축의 변화를 볼 수 있는 반면, 스펙트로그램에서는 시간축과 주파수 축의 변화에 따라 진폭의 차이를 인쇄 농도 / 표시 색상의 차이로 나타낸다.

## 같이 보기
- 푸리에 해석
- 분광기
- 파형